# リリス

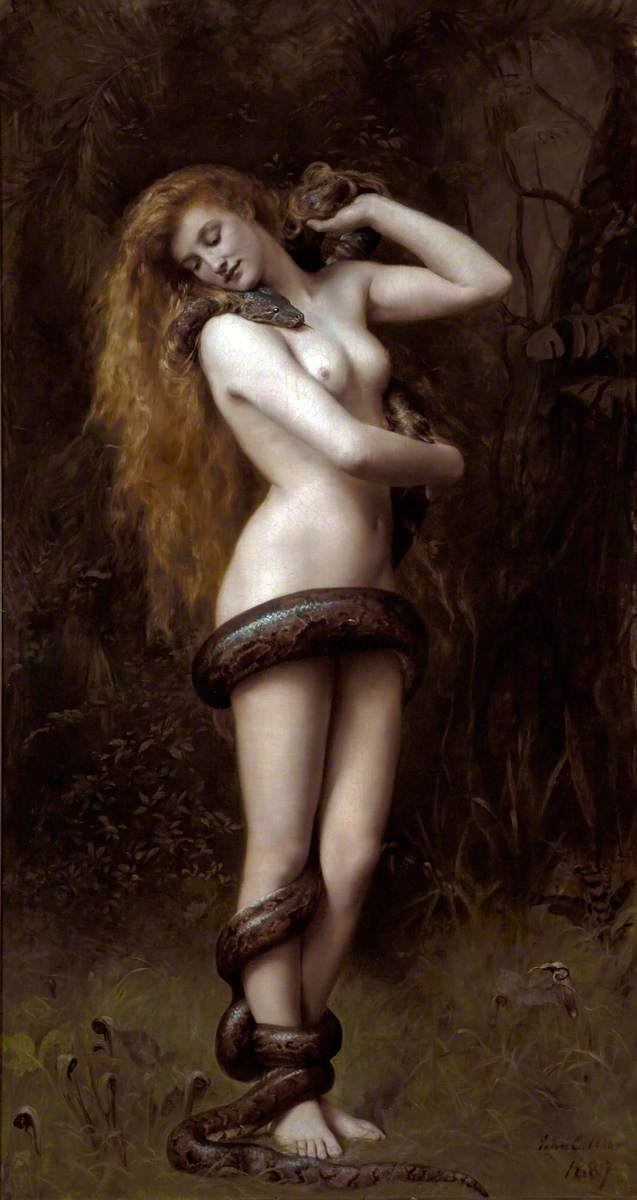
『リリス』（ジョン・コリア/作、1892年）
体に大蛇を巻きつけて恍惚の表情を浮かべるリリスが描かれている。

リリス (Lilith) は、ユダヤの伝承において男児を害すると信じられていた女性の悪霊である。リリトとも表記される。通俗語源説では「夜」を意味するヘブライ語のライラー（Lailah）と結びつけられるが、古代バビロニアのリリートゥ（後述）が語源とも言われる。
旧約聖書では『イザヤ書』34:14に言及があるのみで、そこではリリス（לִּילִית, 標準ヘブライ語ではリリト Lilit）は夜の妖怪か動物の一種であった。古代メソポタミアの女性の悪霊リリートゥがその祖型であるとも考えられている。ユダヤ教の宗教文書タルムードおよびミドラーシュにおいては、リリスは夜の妖怪である。しばしば最初の女であり、アダムの最初の妻とされるが、この伝説が最初に現れるのは、中世に著された『ベン・シラのアルファベット』においてである。カバラ文献においては、アダムとリリスの交わりから悪霊たちが生まれたと言われる。リリスの子どもたちはヘブライ語でリリンとも呼ばれる。アダムと別れてからもリリスは無数の悪霊たち（シェディム）を生み出したとされ、13世紀のカバラ文献では悪霊の君主であるサマエルの伴侶とされた（後述）。
男女平等を主張し、アダムと口論になった逸話から、リリスは現代では女性解放運動の象徴の一つとなっている。

## 語源
アッカド語のリーリートゥ（līlītu）は先セム語の語根 "LYL"（夜）からきた女性形ニスバ en:nisba 形容詞であり、字義的には「夜の」つまり「夜の女性的存在」になる、と一般的に言われている。
しかし何人かの学者は語根LYLをもとにした語源論を否定し、リーリートゥの起源は嵐の妖怪である、と考えた（下記参照）。この説は彼らによって引用されている楔形文字文書によっても裏付けられている。「夜」との関連は、おそらく初期の民間語源説によるものだろう。
対応するアッカド語の男性名詞リールー（līlû）にはニスバ接辞が存在せず、むしろシュメール語のキスキル＝リラ（kiskil-lilla）と比較されている。

## アッカド神話

### キスキル＝リラ
リリスは、シュメール語の『ギルガメシュ叙事詩』序に見える女性の妖怪 キ-シキル-リル-ラ-ケ ki-sikil-lil-la-ke4 と同一視されてきた。
リリスの現れる箇所はS. N. クレイマーの訳によると、
ヴォルケンシュタインは同じ部分を次のように訳している。

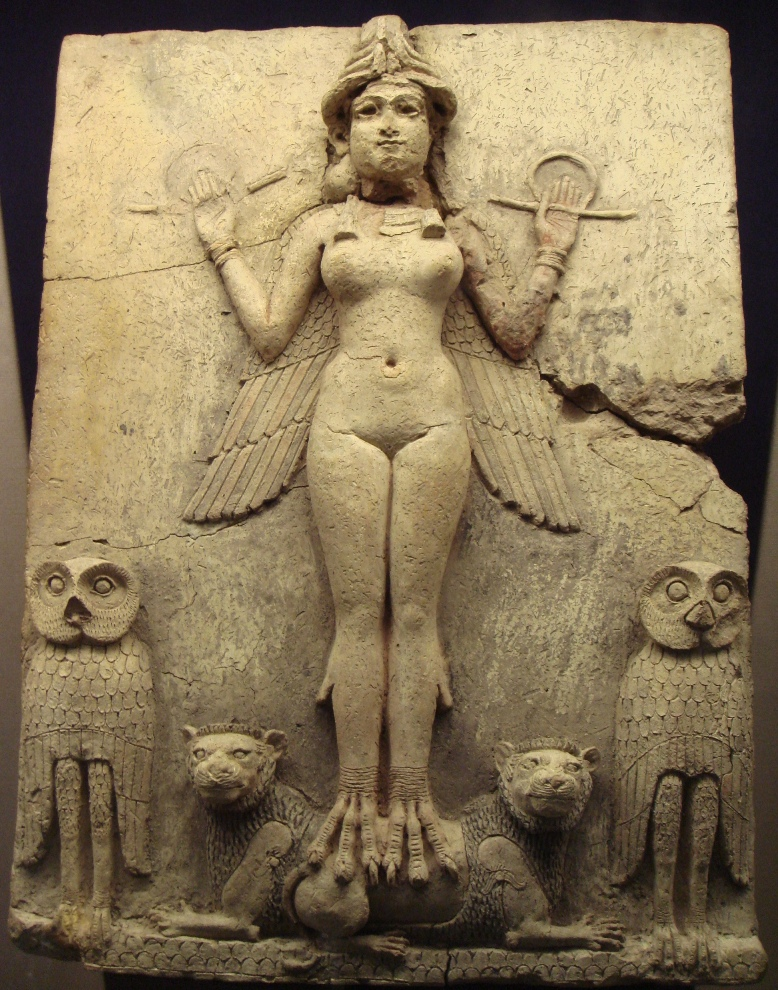
イシュタルの偶像彫刻

上に引用したギルガメシュ叙事詩のくだりは、おおよそ前1950年ごろのバーニーの浮彫（ノーマン・コルヴィル・コレクション（Norman Colville collection））に当てはめられることがある。そこには脚が鳥の鉤爪になり、両脇にフクロウを従えた姿の女性が彫られている。
この同一視における重要なポイントは鳥の脚とフクロウである。この浮き彫りはおそらくギルガメシュ叙事詩の妖怪キシキルリルラケかその他の女神を表現したものだろうと考えられているが、実際のところリリスとの関係は希薄である。

### メソポタミアのリリートゥ
これらの浮き彫りのあとにはおよそ1000年ほどの空白期間がある。次に現れるのは前9世紀ごろのバビロニア悪魔学からで、そこではリルと呼ばれる吸血鬼のような精霊が知られている。こうした妖怪は闇の時間帯にさまよい歩き、新生児や妊婦を狩り、殺す。アッカド語のリリートゥはアルダト・リリー（Ardat Lili）およびイドル・リリー（Idlu Lili）と三幅対をなす。上記のように、おそらくこれらの存在は嵐の精霊であり（シュメール語のリル lil、「大気」「風」に由来する）、「夜」との関連はセム語の民間語源説なのだろう。
初期シュメールの神話には、アダパが、南風の翼を破壊したという物語があるが、それ以来彼女（南風）は人類に敵意を抱くようになったらしい。この風は、神々の王エンリルの妻であるニンリルと関連づけられている。ある神話の断片によれば、エンリルがニンリルを強姦し、その罰として彼はエレシュキガルの領地である冥界へと追放された。ニンリルは強姦のトラウマに苦しめられ、世界を放浪したのち、エンリルを追って冥界へ降り、男性への復讐を誓った。
シュメール神話からバビロニアのアッカド神話への移行における変化によって、風の女神ニンリルは、彼女の2人の召使（アルダト・リリーおよびイドル・リリー）とともにリリートゥ（-*ituはアッカド語の女性形接尾辞）になったのではないかと考えられる。
アルスラン・タシュの「リリス除魔法」（アレッポ国立博物館）と呼ばれている資料は、偽造ではないかと疑われているものの、もし真正なものだとすればだいたい前7世紀ごろの飾り板であり、そこにはスフィンクスのような怪物と牝オオカミが子供を食っている様子が描かれ、フェニキア文字でスフィンクスのような怪物をリリ（Lili）と注記している。
リリスとフクロウとの関連がいつごろに遡るのかについてはわからないが、おそらくこの鳥が吸血性の夜の精霊だとみなされたことによるものだろう。この習俗は古代ギリシアにおいて広まり、復讐の女神エリーニュスや夜の女神ヘカテーにそれを確認することができる。

## 聖書におけるリリス
ヘブライ語のリリト (לילית, lilit) はアッカド語からの借用語とされる。
エドムの荒廃について書いている『イザヤ書』34章14節は、旧約聖書のなかで唯一リリスについて言及している箇所である。
Schrader (Jahrbuch für Protestantische Theologie, 1. 128) とLevy (ZDMG 9. 470, 484) は、リリスはバビロン捕囚によってユダヤ人たちの間に知られるようになった夜の女神であると考えた。しかしリリスが妖怪というよりは女神である、という証拠はない。イザヤ書の成立は前6世紀ごろで、この時期はむしろバビロニアの妖怪リリートゥが言及されている時期と一致している。ブレア (2009)によると、リリスはヨタカである。
七十人訳聖書は、適切な訳語がなかったためだろう、リリスをオノケンタウロス（onokentauros）と翻訳している。前のほうにある「山羊の魔神」もダイモン・オノケンタウロス（daimon onokentauros）と翻訳されている。この節におけるその他の部分は除外されている。
ヒエロニムスはリリスをラミアーと翻訳した。ラミアーはホラティウスの『詩論（Ars poetica）』340にみられる子供をさらう鬼女で、ギリシア神話ではリビュアの女王であり、ゼウスと結婚した。ゼウスの妻である女神ヘーラーは、ゼウスに無視されるようになってからラミアーの子供たちを奪った。それ以来、ラミアーは他の女性の子供を奪う怪物になってしまった。
欽定訳聖書における screech owl という訳には前例がない。これは、34章11節の「フクロウ（yanšup）」および「大きなフクロウ（qippoz）」とともに、翻訳するのが難しいヘブライ語の単語を、その部分の雰囲気に似合ったそれらしい動物を選ぶことによって意訳しようとしたのではないかと思われる。

## ユダヤの伝承
新生男児の割礼のとき、リリンから守るために首のまわりに3つの天使の名前が書かれた護符（後述）を置くという風習がある。この伝統は、リリスが中世の文筆家による創造ではなく、より初期のヘブライ神話にも存在していたという議論に重みを与える。また、ヘブライには、リリスが男児だけを狙うので、この妖怪を騙すために男の子の髪を切るのをしばらく待っておく、という風習もある。

### 死海文書
死海文書にリリスが登場しているかどうかについては議論がある。そのうちの一つは疑う余地のない『賢者への歌』（4Q510-511）のなかの言及であり、そしてもう一つはA・バウムガルテン（A. Baumgarten）によって発見された『男たらし』（4Q184）における、おそらくそれらしい引用である。前者の、反論しようがない4Q450断片1の『歌』には以下のようにある。
この典礼文書は「イザヤ書」34:14と近縁関係にあり、超自然的な敵対存在への注意を喚起するとともに、リリスがよく知られていた存在であったということも教えてくれる。しかし聖書のテクストから区別されるのは、このくだりがいかなる社会-政治的な議題においても機能しないということであり、むしろ『悪魔払い』（4Q560）や『悪霊を追い払う歌』（11Q11）と同様の役割を果たしており、呪文によって構成されている（アルスラン・タシュの浮き彫りと比較せよ）。「こうした精霊たちの力に対して義人たちを助け、守る」ために利用されたのだ。
クムランで発見されたほかの文書のなかでは従来『箴言』と関係していると思われたものが、どうやら「危険だが魅力的な女性」というリリス描写の伝統に沿っているものだと考えられるようになってきた。4Q184の『男たらし』である。前1世紀か、おそらくはもっとさかのぼるこの詩歌は、危険な女性について述べ、続いて彼女との遭遇に注意するように言っている。これまではここでいう女性とは『箴言』の第2章と5章にみられる「よその女」のことだと思われていた。確かにその並行関係は明らかである。
しかしながら、箴言における「よその女」という表現はクムランにおいては「男たらし」となっており、説明がつかない。箴言に表現されている女性は疑いなく遊女のこと、あるいは少なくともそのうちの一人の表象であり、テクストを共有していた人々にとってはよく知られていた職種だった。対照的に、死海文書における「男たらし」は、特に禁欲的なクムランの共同体にとっては縁のなかった社会的脅威（つまり遊女）の表象ではありえない。となると、死海文書は箴言におけるイメージを利用して、より広い意味での超自然的な脅威、すなわち女の悪霊リリスを詳述したのではないかと考えられるのである。

### タルムード
タルムードがリリスについて言及することは稀であるものの、そのくだりは、リリスについての包括的な視点を与えてくれる。それはメソポタミア起源としてのリリスと、『創世記』における「謎」の、聖書解釈述を予示させる彼女の未来の双方を反映するものである。たとえば、タルムードにおいてリリスは翼と長い髪を持つとされているが、これは現存する最古の言及（ギルガメシュ叙事詩）にまで遡る。
すでに『男たらし』で暗示されているが、タルムードにおける特徴的なリリスについての言及は、その不潔な肉欲であり、ここでは男性たちが寝ているときに性的に彼らに近づくために女性の姿をとる女悪魔についてのメタファーとしてまで拡張された。
しかしながらタルムードに見られるもっとも個性的な認識は、エルビン篇の最初のほうにある。そこには何世紀にもわたって続くリリス神話を不注意にも運命付けた責任がある。
エルビン篇18bとシャバト篇151bを『ゾーハル』の「彼女は夜に徘徊し、人の息子たちを悩ませ、彼ら自身を穢すようにする」（19b）を比較すると明らかなのは、タルムードのこのくだりがアダムとリリスが一緒になるのを嫌っているということ示唆している、という点である。

### カバラ
カバラの文献である13世紀の『左側の流出についての論考』によると、リリスはサマエルの妻である。
その他、おそらく『ベン・シラのアルファベット』に影響されて、彼女はアダムの妻ということになっている（『ヤルクト・レウベニ』（Yalqut Reubeni）、『ゾーハル』1: 34b, 3: 19）。

## 最初の女としてのリリス
『創世記』1章27節のくだり「神は御自分にかたどって人を創造された。神にかたどって創造された。男と女にかたどって創造された」（アダムの肋骨からイヴが誕生する前の節である）から、アダムにはイヴ以前に妻がいたという伝承が生まれた。この発想は、創世記2:21のイヴがアダムの肋骨もしくは脇腹から造られたという記述との矛盾を解消しようとするものであったと考えられる。
リリスがアダムの最初の妻であるとした最も古い文献は、中世の『ベン・シラのアルファベット』で、8世紀から11世紀ごろにかけて執筆された（著者不詳）。『ベン・シラのアルファベット』によれば、アダムの最初の伴侶となるはずであったリリスは、アダムと対等に扱われることを要求し、同じく土から造られたのだから平等だと主張してアダムと口論となった。アダムが譲らないのを見て、リリスは神の名を叫んで飛び去っていった。
アダムは神に、リリスを取り戻すように願った。そこで3人の天使たちが彼女のもとへ遣わされた。セノイ（en:Senoy）、サンセノイ（en:Sansenoy）、セマンゲロフ（en:Semangelof）という3人の天使たちである。天使たちは紅海でリリスを見つけ、「逃げたままだと毎日、彼女の子供たちが100人死ぬことを許さなければならない」と脅迫したが、リリスはアダムのもとへ戻ることを拒絶した。天使たちがリリスを海に沈めようとすると、リリスは天使たちに答えて、「わたしは生まれてくる子どもを苦しめる者だ」、ただし「3人の天使たちの名の記された護符を目にした時には、子どもに危害を加えないでやろう」と約束したのである。
『ベン・シラのアルファベット』の後期の写本では、リリスはアダムと別れた後に、「大いなる悪魔」（הַשֵּׁד הַגָּדוֹל、ha-shed ha-gadol）の妻になったとする。大いなる悪魔とは誰なのかは不明だが、これはリリスが生み出す悪魔たちの父親が誰なのかという問いに答えるものと考えられている。
『ベン･シラのアルファベット』の背景と目的はよくわかっていない。この書物は聖書とタルムードの英雄たちの物語集成であり、民間伝承を集めたものなのだろうが、キリスト教やカライ派などの分離主義運動に反駁するものでもあった。内容は同時代のユダヤ教徒に対しても攻撃的（offensive）なものに見えるので、反ユダヤ主義的な諷刺であるとさえする説もある。とはいえ、どちらにせよ、このテクストは中世ドイツのユダヤ教神秘主義者たちに受け入れられた。
『ベン･シラのアルファベット』はこの物語についての現存最古の資料だが、リリスがアダムの最初の妻であるという概念は17世紀ごろヨハネス・ブクストルフ（Johannes Buxtorf）の『カルデア・タルムード・ラビ文献語彙集』（Lexicon chaldaicum, talmudicum et rabbinicum）によってようやく広く知られるようになったに過ぎない。

## 文学
リリスの伝説に基づいた文学作品に、アナトール・フランスの「リリトの娘」、ジョージ・マクドナルドのロマン主義的幻想小説「リリス」、クライヴ・バーカーの「冷たい心の谷」などがある。

## 映画
- リリス (映画) - ロバート・ロッセン監督　1964年

## 近代の呪術・魔術
エルサレムのイスラエル博物館所蔵の18・19世紀のイランの新生児用護符は鎖につながれたリリスを描き、両腕の下には「鎖につながれたリリス」と書かれている。
黄金の夜明け団のカバラ体系では、リリスは「夜の女王にして悪霊たちの女王」とされ、生命の樹の第10のセフィラであるマルクトのクリファに位置づけられている。アレイスター・クロウリーの『De Arte Magica』ではリリスはサキュバスとして登場する。